# Borgo San Giovanni
Borgo San Giovanni (fino al 1929 Cazzimani, dal 1929 al 1947 Borgo Littorio; Casimani in dialetto lodigiano) è un comune italiano di 2 454 abitanti della provincia di Lodi in Lombardia.

## Storia
Attestata per la prima volta nel 1034 come Cozemano, nel Medioevo il territorio fu in parte feudo dell'arcivescovo Ariberto d'Intimiano. Poi, dal 1648, appartenne interamente ai Masserani.
Nel 1865 al comune di Cazzimani vennero aggregati i comuni di Ca' dell'Acqua e Guazzina.
Si chiamò Cazzimani (da "Ca' de Zimani") fino al 1929, quando assunse la nuova denominazione di "Borgo Littorio".
Dopo la seconda guerra mondiale, nel 1947, il nome fu mutato in "Borgo San Giovanni", dal nome del santo patrono parrocchiale.

## Monumenti e luoghi d'interesse
La chiesa parrocchiale di Borgo San Giovanni è stata eretta in stile neogotico.

## Società

### Evoluzione demografica
Abitanti censiti

### Etnie e minoranze straniere
Al 31 dicembre 2008 gli stranieri residenti nel comune di Borgo San Giovanni in totale sono 213, pari al 10,79% della popolazione. Tra le nazionalità più rappresentate troviamo:
- Romania, 60
- Albania, 37
- Marocco, 30
- Filippine, 23

## Geografia antropica
Secondo lo statuto comunale, il territorio comunale comprende, oltre al capoluogo, le frazioni di Ca' dell'Acqua, Domodossola, Domodossolina e Sacchelle, le cascine Ca' de Geri, Colombera, Frandellona e Rita, e agglomerati e case sparse.
Secondo l'ISTAT, il territorio comunale i centri abitati di Borgo San Giovanni e Domodossola, e i nuclei abitati di Ca' de' Geri e Case Nuove.

## Economia
L'agricoltura e l'allevamento del bestiame (suini e bovini) sono ancora settori economici attivi. Tuttavia Borgo San Giovanni vanta una discreta presenza industriale.

Si assiste comunque ad un pendolarismo su Milano e Lodi.

## Amministrazione
Segue un elenco delle amministrazioni locali.
| Periodo | Periodo | Primo cittadino       | Partito                      | Carica                  | Note |
| ------- | ------- | --------------------- | ---------------------------- | ----------------------- | ---- |
| 1946    | ?       | Angelo Oldani         |                              | Sindaco                 |      |
| 1947    |         | Clemente Quaini       |                              | Sindaco                 |      |
| 1947    | 1951    | Bassano Bianchi       |                              | Sindaco                 |      |
| 1951    | 1953    | Vittorio Franzetti    |                              | Sindaco                 |      |
| 1954    | 1966    | Romolo Mantegazza     |                              | Sindaco                 |      |
| 1966    | 1967    | Mario Rabaglio        |                              | Sindaco                 |      |
| 1967    | ?       | Alberto Camerini      |                              | Sindaco                 |      |
| ?       | 1976    | Giancarlo Turconi     |                              | Sindaco                 |      |
| 1976    | 1978    | Giuseppe Pedrazzini   |                              | Sindaco                 |      |
| 1978    | 1983    | Ettore Oldani         |                              | Sindaco                 |      |
| 1983    | 1988    | Felice Carlo Besostri | PSI                          | Sindaco                 |      |
| 1988    | 1993    | Antonio Scotti        |                              | Sindaco                 |      |
| 1993    | 2001    | Gino Filippini        |                              | Sindaco                 |      |
| 2001    | 2006    | Guerina Cappella      |                              | Sindaco                 |      |
| 2006    | 2014    | Nicola Buonsante      | lista civica (centro-destra) | Sindaco                 |      |
| 2014    | 2015    |                       |                              | Commissario prefettizio |      |